# Neorealism
Realism și Neorealism

Idealism, Liberalism și Neoliberalism

Marxism și Teoria dependenței

Funcționalism și Neofuncționalism 

Teoria critică  și Constructivism

Neorealismul este o teorie a relațiilor internaționale împarte cu realismul clasic conceptul de balanța puterii. 
A fost introdusă de Kenneth Waltz în cartea sa din 1979 intitulată Theory of International Politics.
Reprezintă o variantă rafinată a realismului clasic. 
Spre deosebire de cel din urmă, neorealismul nu consideră că statele caută să pastreze și/sau crească propria putere din cauza naturii umane, ci din cauza sistemului. În cadrul acestui sistem al politicii internaționale, nu există nici o autoritate superioară statelor, care să ordoneze afacerile internaționale. În acest sens, putem vorbi de anarhie. De asemenea, neorealismul, spre deosebire de realismul clasic, introduce conceptul de bipolaritate. Astfel, nu multipolaritatea, cum a fost cazul până în 1939, ci bipolaritatea caracteristică Războiului Rece, duce la stabilitate.